# 中华人民共和国人民警察车辆号牌
中华人民共和国人民警察警车号牌与民用车辆号牌相似，武警则有独立号牌系统。

## 标准警车号牌格式

### 公安机关
“省份 +  地區代碼 + 4位數字 + 警”，如京A·0001警，其中4位数字中第一位是9则表示交警。或為：“省份 + 地區代碼 + 字母 + 3位數字 + 警”

### 其他部门
- 後面如加字母A則表示法院：如川A·A001警
- 後面如加字母B則表示檢察：如川A·B001警
- 後面如加字母C則表示國安：如川A·C001警
- 後面如加字母D則表示司法：如川A·D001警

使用上述牌照的車輛，車身必須是上白下藍，並在車門上印相應機關的字樣：「公安」、「法院」、「檢察」、「國安」、「司法」。

## 民用号牌警用专段
“省份 + O + A~Z” 也代表警車，如川O A6898。川O後面跟的地區字母就代表相應地區的警車，使用民用车辆号牌编号体系。車身可不改色。另外“省份 + O + 9 + 四位数字”開頭的代表国家安全机关，如川O 90001。目前，江苏、上海、浙江、河南等部分省份已取消了该种号牌。

## 图集

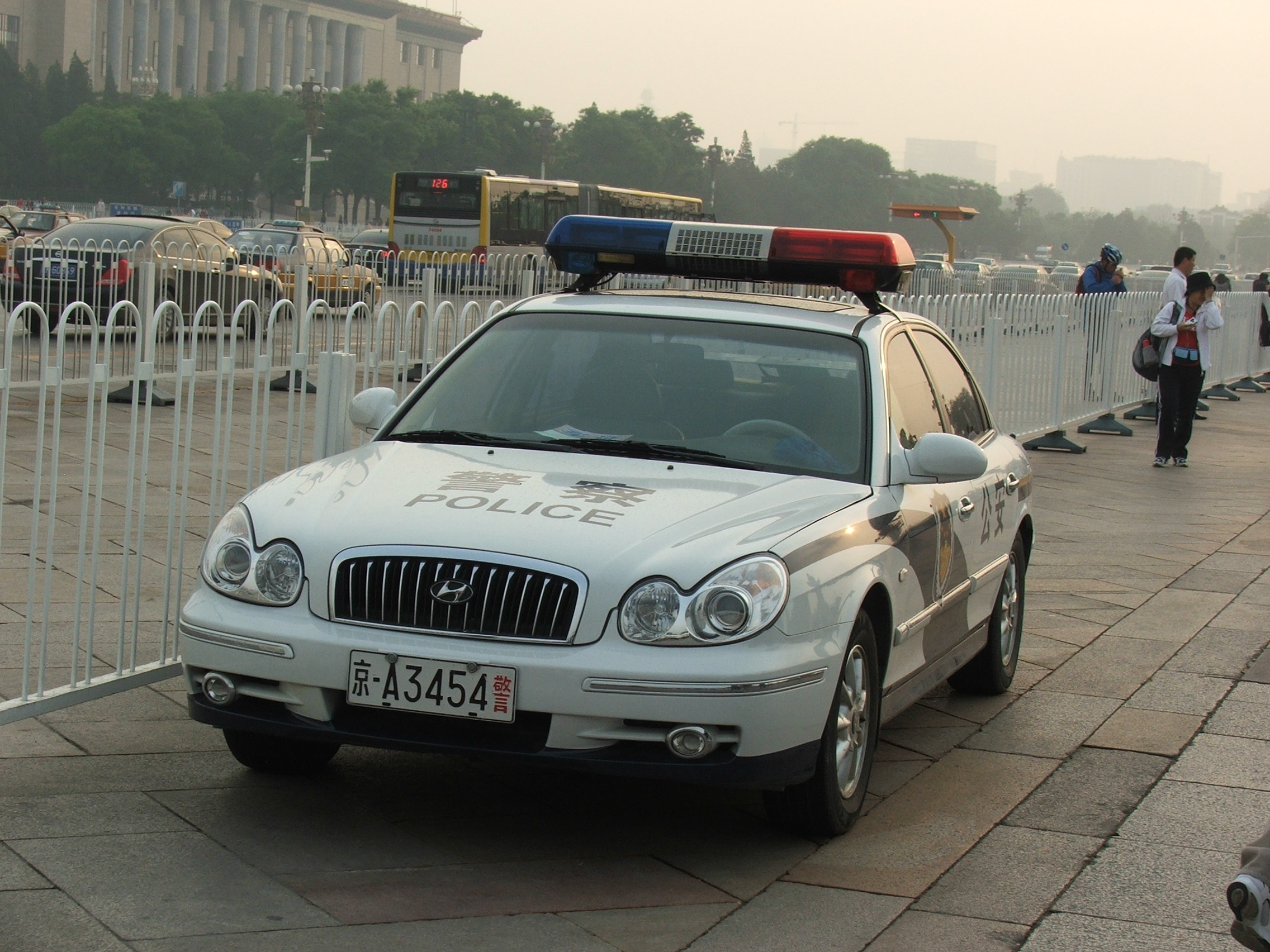
北京公安车辆悬挂白色警用车牌
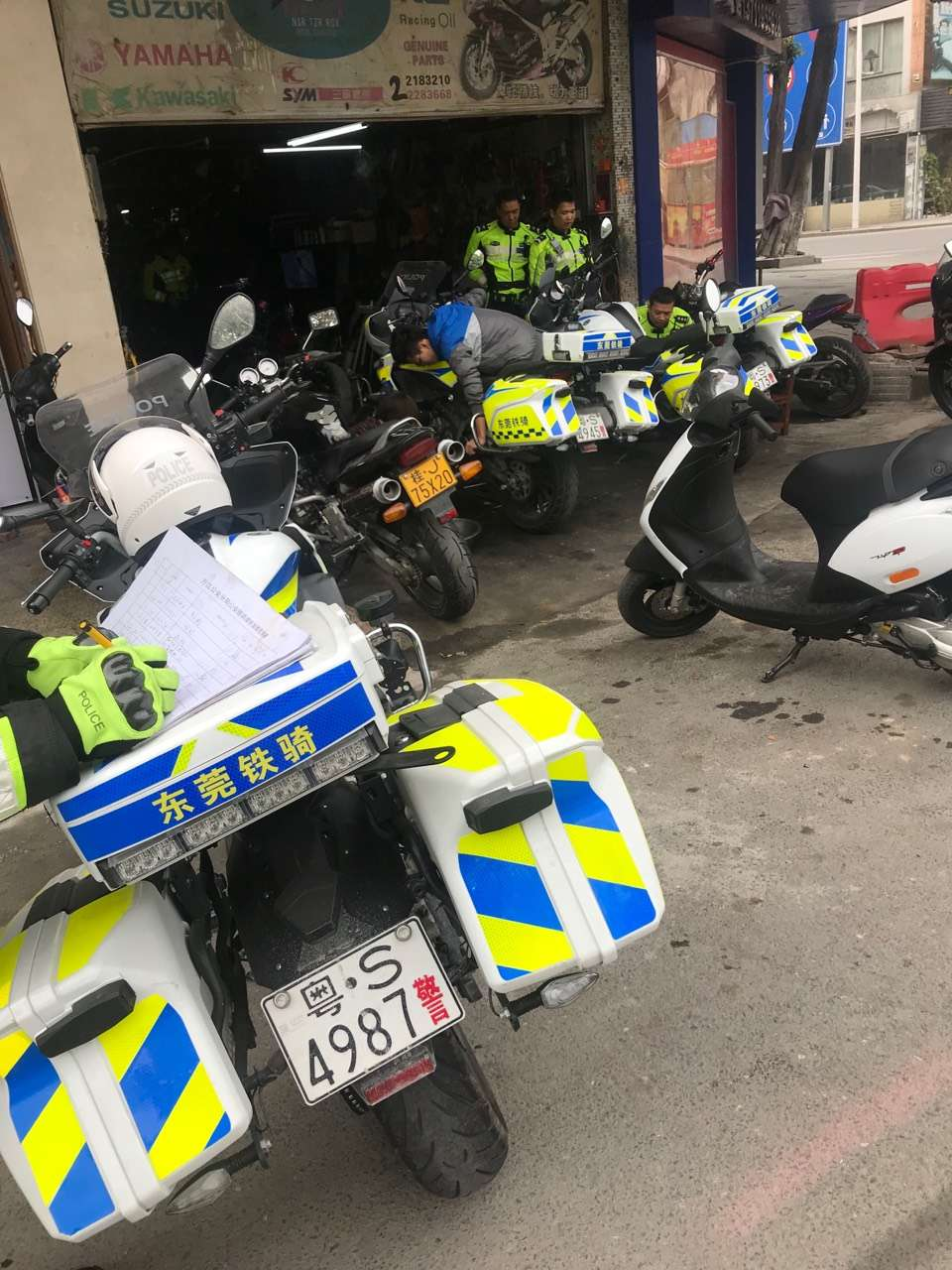
东莞市交警车辆悬挂白色警用车牌
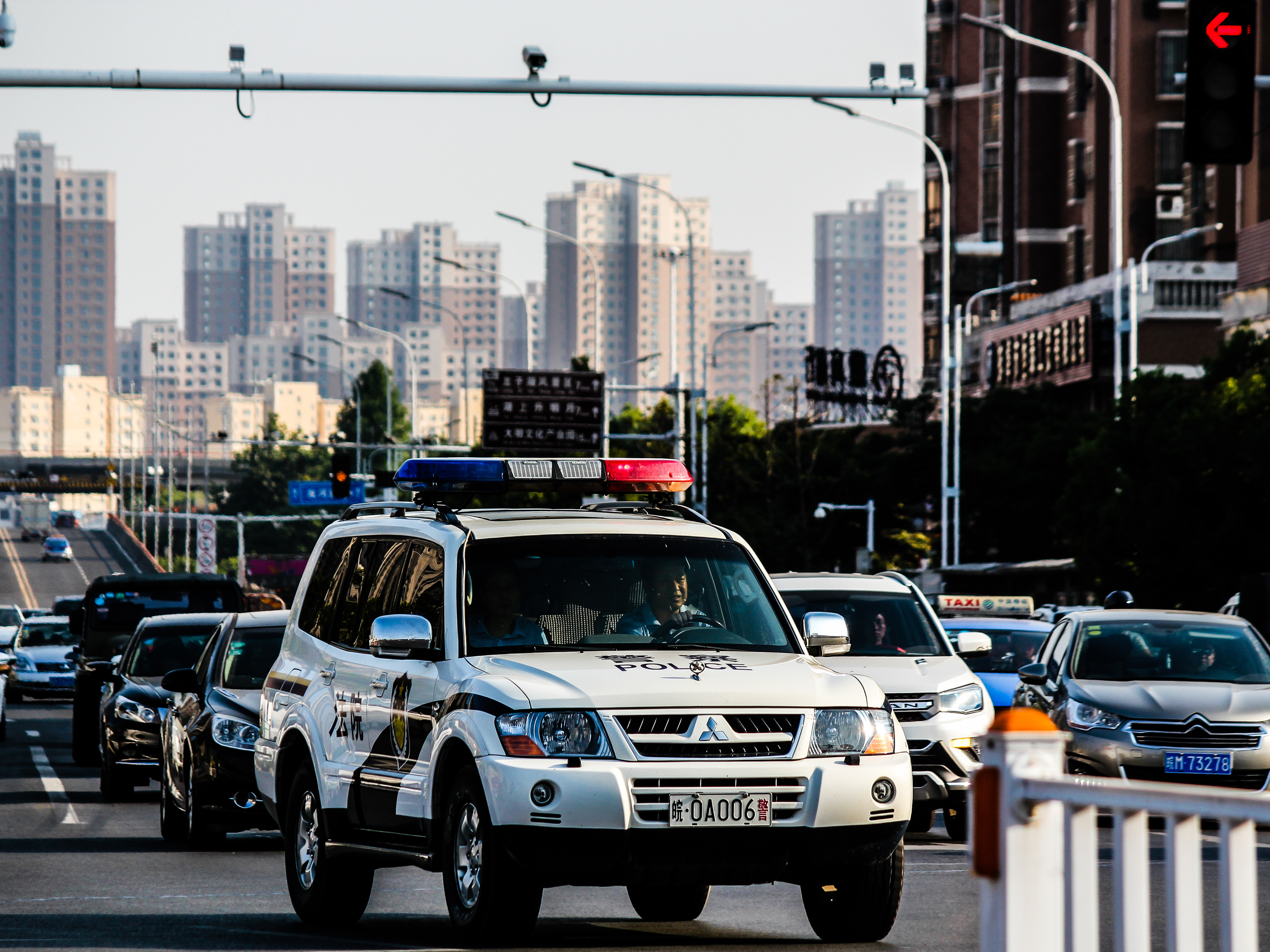
一輛懸掛皖O警用號牌的法院車輛